# لیش اوگون
لیش اوگون (به لاتین: Lisi Ogon) یک روستا در لهستان است که در گمینا بیاوه بووتا واقع شده‌است.